# Bill Nye the Science Guy

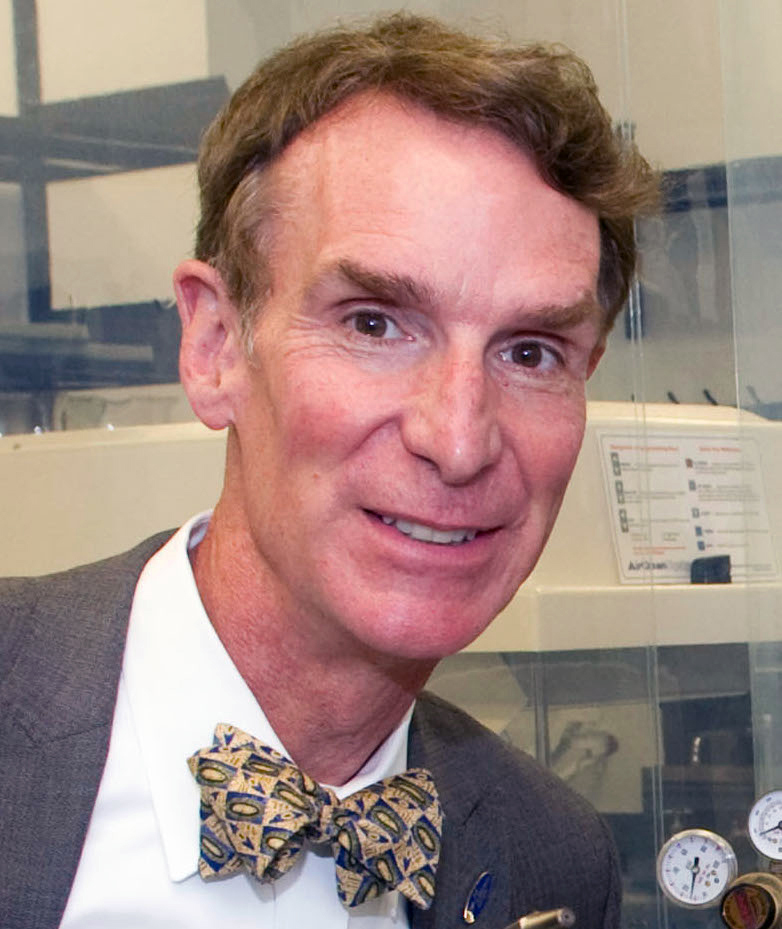
Bill Nye im September 2011

Bill Nye the Science Guy war eine US-amerikanische Fernseh-Unterhaltungssendung für Kinder, in der wissenschaftliche Phänomene anschaulich erklärt wurden. Durch die Sendung führte der Moderator, Autor und Wissenschaftler Bill Nye. Sie lief vom 10. September 1993 bis zum 20. Juni 1998 auf PBS Kids und vereinzelt im Lokalfernsehen.
Jede der 100 halbstündigen Folgen zielte darauf ab, ein bestimmtes wissenschaftliches Thema kindgerecht zu erläutern. In US-amerikanischen Schulen nutzt man Folgen der Sendung im Unterricht als Anschauungsmaterial. Bill Nye the Science Guy wird bis heute im Fernsehen wiederholt. 